# حولا (لبنان)
حولا (به عربی: حولا) یک منطقهٔ مسکونی در لبنان است که در شهرستان مرجعیون واقع شده‌است. حولا ۹۰۰ متر بالاتر از سطح دریا واقع شده‌است.